# Lukeova letecká základna
Lukeova letecká základna (anglicky Luke Air Force Base; kód IATA je LUF, kód ICAO KLUF, kód FAA LID LUF) je vojenská letecká základna letectva Spojených států amerických nacházející se jedenáct kilometrů západně od města Glendale ve státě Arizona, 24 km západně od města Phoenix v témže státě. Pojmenovaná je podle amerického leteckého esa první světové války Franka Lukea.
Základna Luke je hlavní výcvikovou základnou Leteckého výukového a tréninkového velitelství USAF, noví piloti jsou zde cvičeni na stíhačkách F-16 Fighting Falcon, přičemž je tento výcvik zajišťován 56. stíhacím křídlem (56th Fighter Wing; 56 FW). 31. března 2011 bylo oznámeno, že by měly být stroje F-16, coby hlavní tréninková letadla na Lukeově základně, v blízké budoucnosti nahrazeny stíhačkami Lockheed Martin F-35 Lightning II. Nicméně žádné konkrétní datum této výměny nezaznělo. 16. července 2013 bylo USAF oznámeno, že celkový počet zde dislokovaných F-35 se zvýší o 72 a dostoupí tak počtu 144.